# Franziska Teuscher
Pour les articles homonymes, voir Teuscher.
Franziska Teuscher, née le 7 mars 1958 à Berne (originaire du même lieu, de Trub et d'Erlenbach im Simmental), est une personnalité politique suisse, membre des Verts. Elle est députée du canton de Berne au Conseil national de décembre 1995 à mars 2013 et membre de l'exécutif de la ville de Berne depuis 2013.

## Biographie
Franziska Teuscher naît le 7 mars 1958 à Berne. Elle est originaire de deux autres communes du même canton, Trub et Erlenbach im Simmental. Son père, initialement membre du Parti radical-démocratique, est l'un des fondateurs des Verts liste libre au début des années 1980.
Elle est titulaire d'une licence en biologie de l'Université de Berne, qu'elle complète avec une formation postgrade en sciences de l'environnement à l'Université de Zurich,.
Elle est mariée et mère de deux enfants, une fille née en 1994 et un fils né en 1997.

## Parcours politique
En 1987, elle est l'un des fondateurs de l'Alliance verte et sociale bernoise. Un an plus tard, elle est élue au législatif de la ville de Berne.
Le 29 avril 1990, elle est élue au Grand Conseil du canton de Berne. Réélue le 17 avril 1994, elle y siège jusqu'en novembre 1995[réf. nécessaire].
Le 22 octobre 1995, elle est élue au Conseil national. Réélue à quatre reprises (24 octobre 1999, 19 octobre 2003, 21 octobre 2007 et 23 octobre 2011), elle siège à la Chambre basse du Parlement du 4 décembre 1995 au 3 mars 2013. Elle y est membre de la Commission de l'environnement, de l'aménagement du territoire et de l'énergie (CEATE) jusqu'à décembre 2011, de la Commission de la sécurité sociale et de la santé publique (CSSS) de décembre 2003 à décembre 2007, de la Commission des transports et des télécommunications (CTT) à partir de décembre 2003 et de la Commission de gestion (CdG) à partir de décembre 2011.
Le 25 novembre 2012, elle est élue au Conseil municipal (exécutif) de la ville de Berne. Elle est réélue avec le deuxième meilleur score le 27 novembre 2016 et avec le meilleur score le 29 novembre 2020. Elle y dirige la Direction de l’éducation, des affaires sociales et du sport.
Elle est présidente du comité central de l'Association transports et environnement de 2003 à 2013.

## Sources
- (de) Cet article est partiellement ou en totalité issu de l’article de Wikipédia en allemand intitulé « Franziska Teuscher » (voir la liste des auteurs).